# Danselærer
Danselærer (russisk: Учитель танцев) er en sovjetisk film fra 1952 af Tatjana Lukasjevitj.

## Medvirkende
- Vladimir Zeldin som Aldemaro
- Mark Pertsovskij som Belardo
- Tatjana Aleksejeva som Florela
- Ljubov Dobrzjanskaja som Feliciana
- Vladimir Blagoobrazov som Tebano